# Ballerus ballerus
Ballerus ballerus és una espècie de peix cipriniforme de la família dels ciprínids.

## Morfologia
- Els mascles poden assolir 35 cm de longitud total.[2][3]

## Alimentació
Menja principalment plàncton.

## Hàbitat
És un peix bentopelàgic i de clima temperat (5 °C-25 °C).

## Distribució geogràfica
Es troba a Euràsia: conques de la Mar del Nord, la mar Bàltica, la mar Negra, el Mar d'Azov i la mar Càspia.